# والتر جوردان
والتر جوردان (بالإنجليزية: Walter Jordan)‏ مواليد 19 فبراير 1956 في ألاباما، هو لاعب كرة سلة أمريكي سابق. بدأ مسيرته الاحترافية في سنة 1978. تم اختياره من قبل فريق بروكلين نتس خلال الدرافت. حمل الرقم 40. يبلغ طوله 6 قدم 7 بوصة (2.0 م). اعتزل اللعب في 1986.

## المسيرة الاحترافية
لعب مع كليفلاند كافالييرز في موسم 1980–1981، ثم لعب مع نادي بلد الوليد لكرة السلة في الدوري الإسباني في موسم 1982–1983، ثم لعب مع جوفينتوت بادالونا في سنة 1983.

## روابط خارجية
- والتر جوردان على موقع إن بي أي (الإنجليزية)
- والتر جوردان على موقع سبورتس رفرنس (الإنجليزية)
- والتر جوردان على موقع الدوري الإسباني لكرة السلة (الإسبانية)
- والتر جوردان على موقع كلية كرة السلة في سبورتس رفرنس.كوم (الإنجليزية)
- والتر جوردان على موقع ريلجم (الإنجليزية)
- والتر جوردان على موقع بروبوليرز (الإنجليزية)
- والتر جوردان على موقع سبورتس رفرنس (الإنجليزية)